# Temporada 2001 de la WNBA
La Temporada 2001 de la WNBA fue la quinta en la historia de la Women's National Basketball Association. Las campeonas fueron Los Angeles Sparks, primera vez en la que el campeón no era Houston Comets.

## Clasificaciones

### Conferencia Este
| Conferencia Este     | G  | P  | PCT  | Conf. | PD   |
| -------------------- | -- | -- | ---- | ----- | ---- |
| Cleveland Rockers x  | 22 | 10 | .688 | 15–6  | –    |
| New York Liberty x   | 21 | 11 | .656 | 13–8  | 1.0  |
| Miami Sol x          | 20 | 12 | .625 | 14–7  | 2.0  |
| Charlotte Sting x    | 18 | 14 | .563 | 15–6  | 4.0  |
| Orlando Miracle o    | 13 | 19 | .406 | 9–12  | 9.0  |
| Indiana Fever o      | 10 | 22 | .313 | 7–14  | 12.0 |
| Detroit Shock o      | 10 | 22 | .313 | 7–14  | 12.0 |
| Washington Mystics o | 10 | 22 | .313 | 4–17  | 12.0 |

### Conferencia Oeste
| Conferencia Oeste     | G  | P  | PCT  | Conf. | PD   |
| --------------------- | -- | -- | ---- | ----- | ---- |
| Los Angeles Sparks x  | 28 | 4  | .875 | 19–2  | –    |
| Sacramento Monarchs x | 20 | 12 | .625 | 13–8  | 8.0  |
| Utah Starzz x         | 19 | 13 | .594 | 11–10 | 9.0  |
| Houston Comets x      | 19 | 13 | .594 | 13–8  | 9.0  |
| Phoenix Mercury o     | 13 | 19 | .406 | 8–13  | 15.0 |
| Minnesota Lynx o      | 12 | 20 | .375 | 9–12  | 16.0 |
| Portland Fire o       | 11 | 21 | .344 | 5–16  | 17.0 |
| Seattle Storm o       | 10 | 22 | .313 | 6–15  | 18.0 |

## Galardones
| Galardón                                      | Ganadora       | Equipo             |
| --------------------------------------------- | -------------- | ------------------ |
| MVP de las Finales de la WNBA                 | Lisa Leslie    | Los Angeles Sparks |
| MVP de la Temporada de la WNBA                | Lisa Leslie    | Los Angeles Sparks |
| Mejor Defensora de la WNBA                    | Debbie Black   | Miami Sol          |
| Jugadora Más Mejorada de la WNBA              | Janeth Arcain  | Houston Comets     |
| Peak Performers de la WNBA                    | Latasha Byears | Los Angeles Sparks |
| Peak Performers de la WNBA                    | Elena Baranova | Miami Sol          |
| Rookie del Año de la WNBA                     | Jackie Stiles  | Portland Fire      |
| Premio a la Jugadora Más Deportiva de la WNBA | Sue Wicks      | New York Liberty   |
| Entrenador del Año de la WNBA                 | Dan Hughes     | Cleveland Rockers  |

## Playoffs
|  | 1ª ronda Mejor de 3 | 1ª ronda Mejor de 3 | 1ª ronda Mejor de 3 |             |    | Finales de Conferencia Mejor de 3 | Finales de Conferencia Mejor de 3 | Finales de Conferencia Mejor de 3 |  |    | Finales de la WNBA Mejor de 3 | Finales de la WNBA Mejor de 3 | Finales de la WNBA Mejor de 3 |  |
|  |                     |                     |                     |             |    |                                   |                                   |                                   |  |    |                               |                               |                               |  |
|  |                     |                     |                     |             |    |                                   |                                   |                                   |  |    |                               |                               |                               |  |
|  | E1                  | Cleveland           | 1                   |             |    |                                   |                                   |                                   |  |    |                               |                               |                               |  |
|  | E1                  | Cleveland           | 1                   |             |    |                                   |                                   |                                   |  |    |                               |                               |                               |  |
|  | E4                  | Charlotte           | 2                   |             |    |                                   |                                   |                                   |  |    |                               |                               |                               |  |
|  | E4                  | Charlotte           | 2                   |             | E4 | Charlotte                         | 2                                 |                                   |  |    |                               |                               |                               |  |
|  | Conferencia Este    |                     |                     |             | E4 | Charlotte                         | 2                                 |                                   |  |    |                               |                               |                               |  |
|  |                     |                     | E2                  | New York    | 1  |                                   |                                   |                                   |  |    |                               |                               |                               |  |
|  | E2                  | New York            | E2                  | New York    | 1  | 2                                 |                                   |                                   |  |    |                               |                               |                               |  |
|  | E2                  | New York            |                     |             |    |                                   |                                   |                                   |  |    |                               |                               |                               |  |
|  | E3                  | Miami               | 1                   |             |    |                                   |                                   |                                   |  |    |                               |                               |                               |  |
|  | E3                  | Miami               | 1                   |             |    |                                   |                                   |                                   |  | E4 | Charlotte                     | 0                             |                               |  |
|  |                     |                     |                     |             |    |                                   |                                   |                                   |  | E4 | Charlotte                     | 0                             |                               |  |
|  |                     |                     | W1                  | Los Angeles | 2  |                                   |                                   |                                   |  |    |                               |                               |                               |  |
|  | W1                  | Los Angeles         | W1                  | Los Angeles | 2  | 2                                 |                                   |                                   |  |    |                               |                               |                               |  |
|  | W1                  | Los Angeles         |                     |             |    |                                   |                                   |                                   |  |    |                               |                               |                               |  |
|  | W4                  | Houston             | 0                   |             |    |                                   |                                   |                                   |  |    |                               |                               |                               |  |
|  | W4                  | Houston             | 0                   |             | W1 | Los Angeles                       | 2                                 |                                   |  |    |                               |                               |                               |  |
|  | Conferencia Oeste   |                     |                     |             | W1 | Los Angeles                       | 2                                 |                                   |  |    |                               |                               |                               |  |
|  |                     |                     | W2                  | Sacramento  | 1  |                                   |                                   |                                   |  |    |                               |                               |                               |  |
|  | W2                  | Sacramento          | W2                  | Sacramento  | 1  | 2                                 |                                   |                                   |  |    |                               |                               |                               |  |
|  | W2                  | Sacramento          |                     |             |    |                                   |                                   |                                   |  |    |                               |                               |                               |  |
|  | W3                  | Utah                | 0                   |             |    |                                   |                                   |                                   |  |    |                               |                               |                               |  |
|  | W3                  | Utah                | 0                   |             |    |                                   |                                   |                                   |  |    |                               |                               |                               |  |
|  |                     |                     |                     |             |    |                                   |                                   |                                   |  |    |                               |                               |                               |  |

### Finales
| 30 de agosto | Los Angeles Sparks                                     | 75–66                | Charlotte Sting                                   | |  |
|              | Marcador por tiempos: 35–39, 40–27                     |                      |                                                   | |  |
|              | Estadísticas Leslie (24) Leslie, Milton (8) Milton (5) | Reporte Pts Reb Asts | Estadísticas Stinson (18) Feaster (5) Stinson (5) | Pabellón: Charlotte Coliseum, Charlotte Asistencia: 16,132 espectadores Árbitros: - Melissa Barlow - Michael Price - Gary Zielinski Televisión: ESPN |  |

| 1 de septiembre | Charlotte Sting                                     | 54–82                | Los Angeles Sparks                             | |  |
|                 | Marcador por tiempos: 30–38, 24–44                  |                      |                                                | |  |
|                 | Estadísticas Sutton-Brown (12) Smith (8) Staley (5) | Reporte Pts Reb Asts | Estadísticas Leslie (24) Leslie (13) Dixon (7) | Pabellón: STAPLES Center, Los Angeles Asistencia: 13,141 espectadores Árbitros: - Patty Broderick - June Corteau - Bob Trammell Televisión: NBC |  |